# Cardium exiguum
Cardium exiguum är en musselart. Cardium exiguum ingår i släktet Cardium och familjen hjärtmusslor. Inga underarter finns listade i Catalogue of Life.